# Phyllachora truncatispora
Phyllachora truncatispora är en svampart. Phyllachora truncatispora ingår i släktet Phyllachora och familjen Phyllachoraceae.

## Underarter
Arten delas in i följande underarter:
- macrocarpa
- truncatispora